# Сграда на „Цариградско шосе“ № 99
Сградата на „Цариградско шосе“ № 99 е административна сграда в София, разположена на булевард „Цариградско шосе“ в квартал „БАН IV километър“, район „Слатина“.
Строителството на сградата е започнато през 2008 година от бизнесмена Томас Лафчис с негови израелски съдружници, но при започналата световна рецесия те не успяват да завършат строежа. Той става собственост на гръцката „Алфа Банк“, която след завършването на сградата през 2011 година установява в нея главния офис на клона си в България. Сградата има застроена площ 1651 квадратни метра и 10 надземни етажа.
Сградата е построена върху терен, който при тоталитарния комунистически режим е национализиран и е включен в новосъздаден комплекс от сгради на Българската академия на науките (БАН). След падането на режима теренът е върнат на старите собственици, но след построяването на сградата БАН претендира за по-голямата част от него, като спорът е уреден извънсъдебно през 2021 година. Проектант е ръководеното от Танко Серафимов „Ателие Серафимов Архитекти“, а строител – „Главболгарстрой“, като проектът получава наградата „Сграда на годината“ за 2012 година в категорията „Корпоративни и административни сгради“.
През 2015 година „Алфа Банк“ прекратява дейността си в България, като клонът ѝ е придобит от Пощенска банка, която го реорганизира и от около 2020 година сградата остава неизползвана. През август 2024 година тя е купена от основателите на оператора на изкуствени спътници „ЕндуроСат“ Райчо Райчев и на производителя на софтуер „Хаос Софтуер“ Петър Митев.